# Frontière entre l'Irak et le Koweït

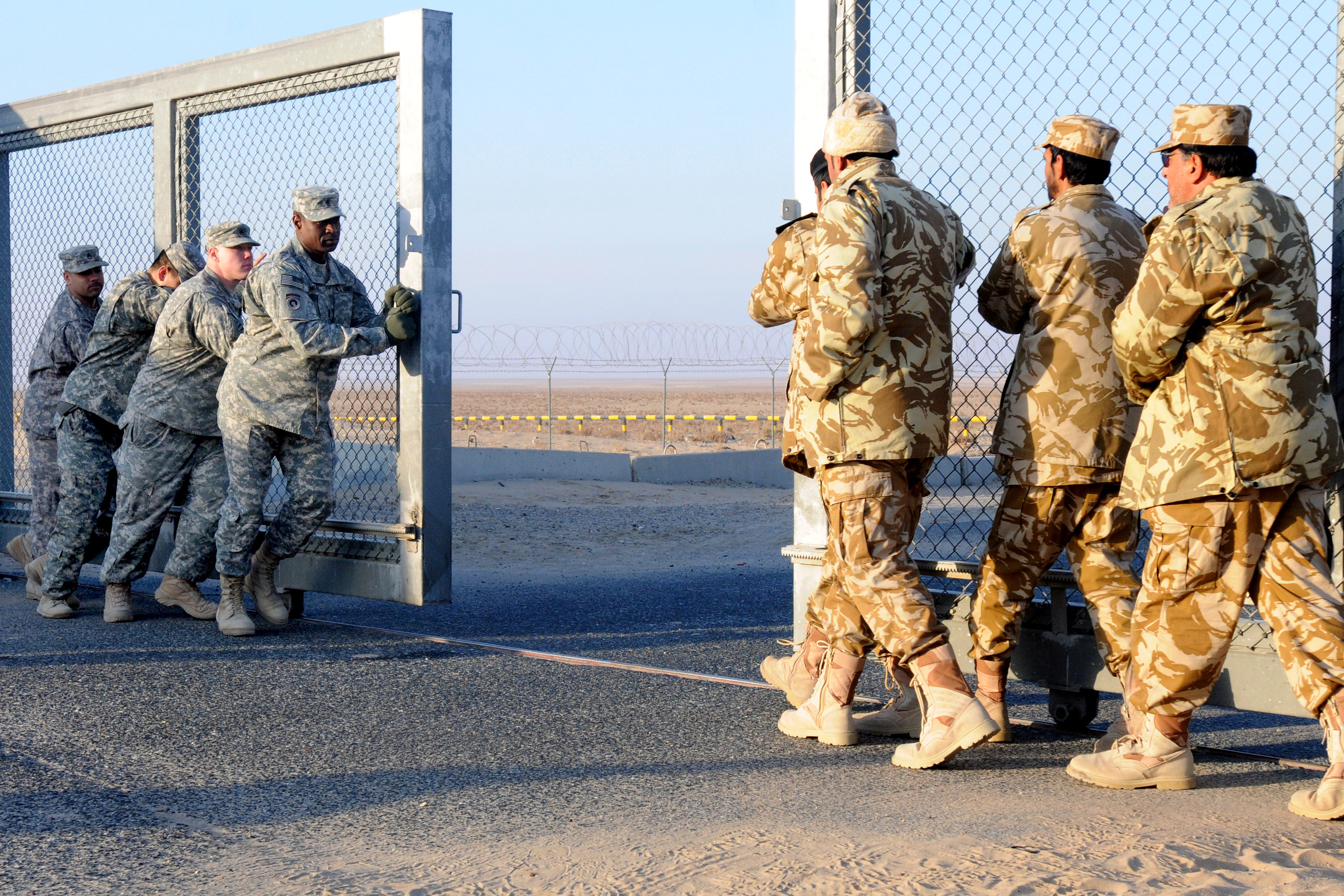
Soldats américains et koweïtiens s'unissent pour fermer le portail à la frontière entre l'Irak et le Koweït une fois le dernier convoi militaire passé marquant la fin de l'opération New Dawn, 18 décembre 2011.

La frontière entre l'Irak et le Koweït est la frontière séparant l'Irak et le Koweït. 

## Historique
Son tracé est défini par les accords d'Akir de 1922-1923.
Elle a été contestée par l'Irak sous Saddam Hussein qui envahit le Koweït en août 1990. Après la libération du pays fin février 1991, celle-ci a été restaurée.
Entre mai 1991 et septembre 2003, une Mission d'observation des Nations unies en Irak et au Koweit établit une zone tampon à la frontière.

## Barrière
Depuis 1991, une barrière électrifiée de 3 mètres de haut et une tranchée de 4,5 m de profondeur et de 4,6 m de large a été construite par le gouvernement koweïtien à la frontière, qui est également gardée militairement.